# Stefani Kiriakova
Stefani Kiriakova –en búlgaro, Стефани Кирякова– (Burgas, 5 de enero de 2001) es una deportista búlgara que compite en gimnasia rítmica, en la modalidad de conjuntos.
Participó en los Juegos Olímpicos de Tokio 2020, obteniendo una medalla de oro en la prueba por conjuntos (junto con Simona Diankova, Madlen Radukanova, Laura Traets y Erika Zafirova).
Ganó cuatro medallas en el Campeonato Mundial de Gimnasia Rítmica, en los años 2018 y 2019, y cuatro medallas en el Campeonato Europeo de Gimnasia Rítmica, en los años 2018 y 2021.

## Palmarés internacional
| Juegos Olímpicos   | Juegos Olímpicos     | Juegos Olímpicos  | Juegos Olímpicos            |
| Año                | Lugar                | Medalla           | Prueba                      |
| ------------------ | -------------------- | ----------------- | --------------------------- |
| 2020               | Tokio (Japón)        | Medalla de oro    | Conjuntos                   |
| Campeonato Mundial |                      |                   |                             |
| Año                | Lugar                | Medalla           | Prueba                      |
| 2018               | Sofía (Bulgaria)     | Medalla de oro    | 5 con aro                   |
| 2018               | Sofía (Bulgaria)     | Medalla de bronce | Concurso completo           |
| 2019               | Bakú (Azerbaiyán)    | Medalla de plata  | 5 con pelota                |
| 2019               | Bakú (Azerbaiyán)    | Medalla de bronce | Concurso completo           |
| Campeonato Europeo |                      |                   |                             |
| Año                | Lugar                | Medalla           | Prueba                      |
| 2018               | Guadalajara (España) | Medalla de oro    | 3 con pelota + 2 con cuerda |
| 2018               | Guadalajara (España) | Medalla de bronce | Concurso completo           |
| 2021               | Varna (Bulgaria)     | Medalla de oro    | 5 con pelota                |
| 2021               | Varna (Bulgaria)     | Medalla de plata  | 3 con aro + 2 con mazas     |